# Вестерло
Вестерло (нід. Westerlo) — бельгійська комуна в провінції Антверпен з населенням 23,4 тисячі осіб. Комуна розташована між Великою Нетою на півдні та Альберт-каналом на півночі. У 24 км на північ від Вестерло знаходиться Тюрнхаут, в 37 км на північний захід — Антверпен, в 47 км на південний захід — Брюссель.
Вестерло є батьківщиною футбольного клубу Вестерло.
Комуна включає сім населених пунктів:
| Населений пункт | Населення (осіб) |
| --------------- | ---------------- |
| Westerlo        | 3831             |
| Oevel           | 3454             |
| Tongerlo        | 4679             |
| Heultje         | 3973             |
| Voortkapel      | 2408             |
| Oosterwijk      | 2350             |
| Zoerle-Parwijs  | 2202             |

## Визначні пам'ятки
- Замок Вестерло
- Абатство Тонгерло, в якому зберігається дуже стара та чудова копія «Таємної вечері» Леонардо да Вінчі. Він також відомий як батьківщина пива абатства Тонгерло, але воно більше не вариться в абатстві.

## Галерея

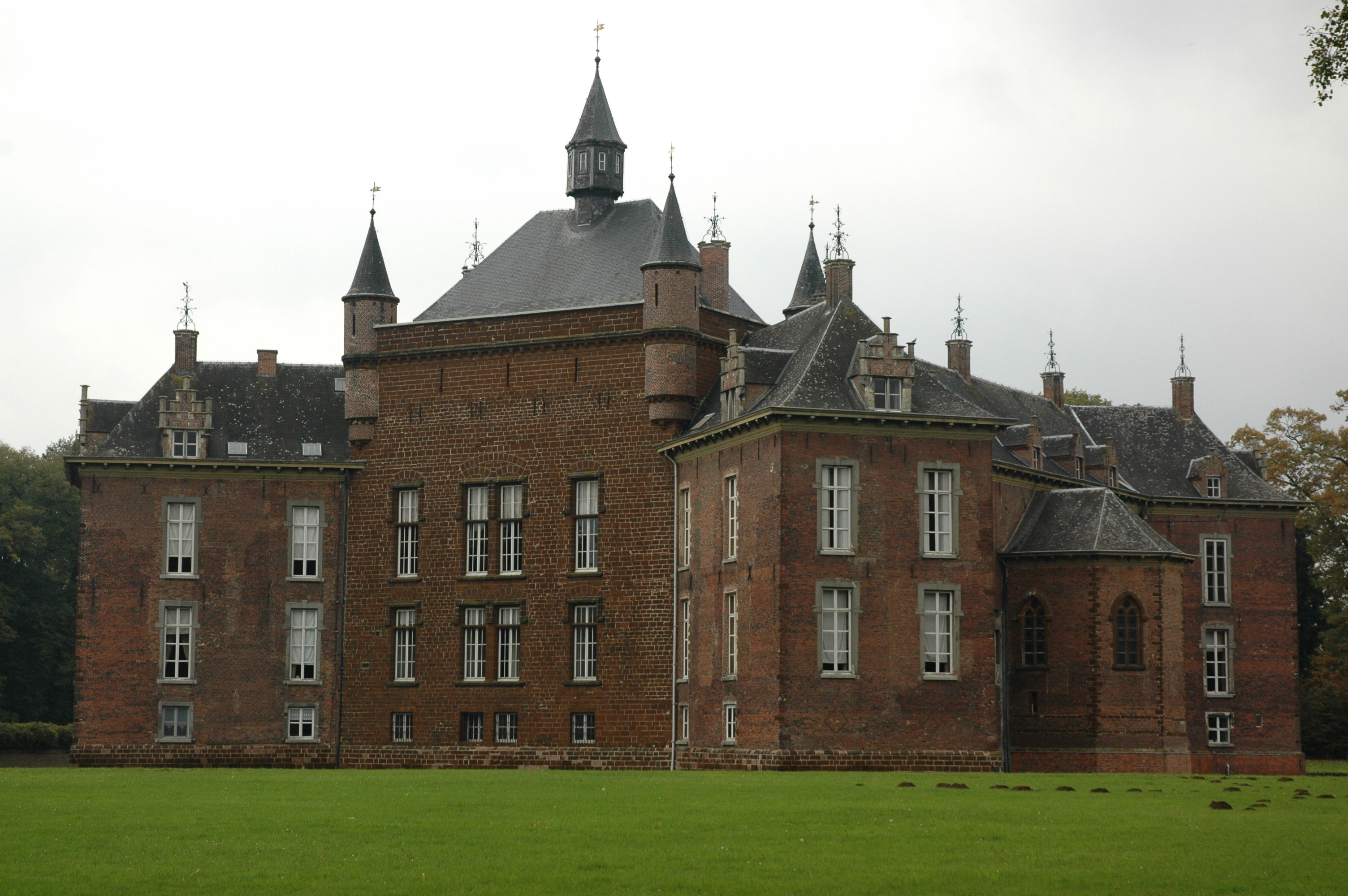
Замок Вестерло
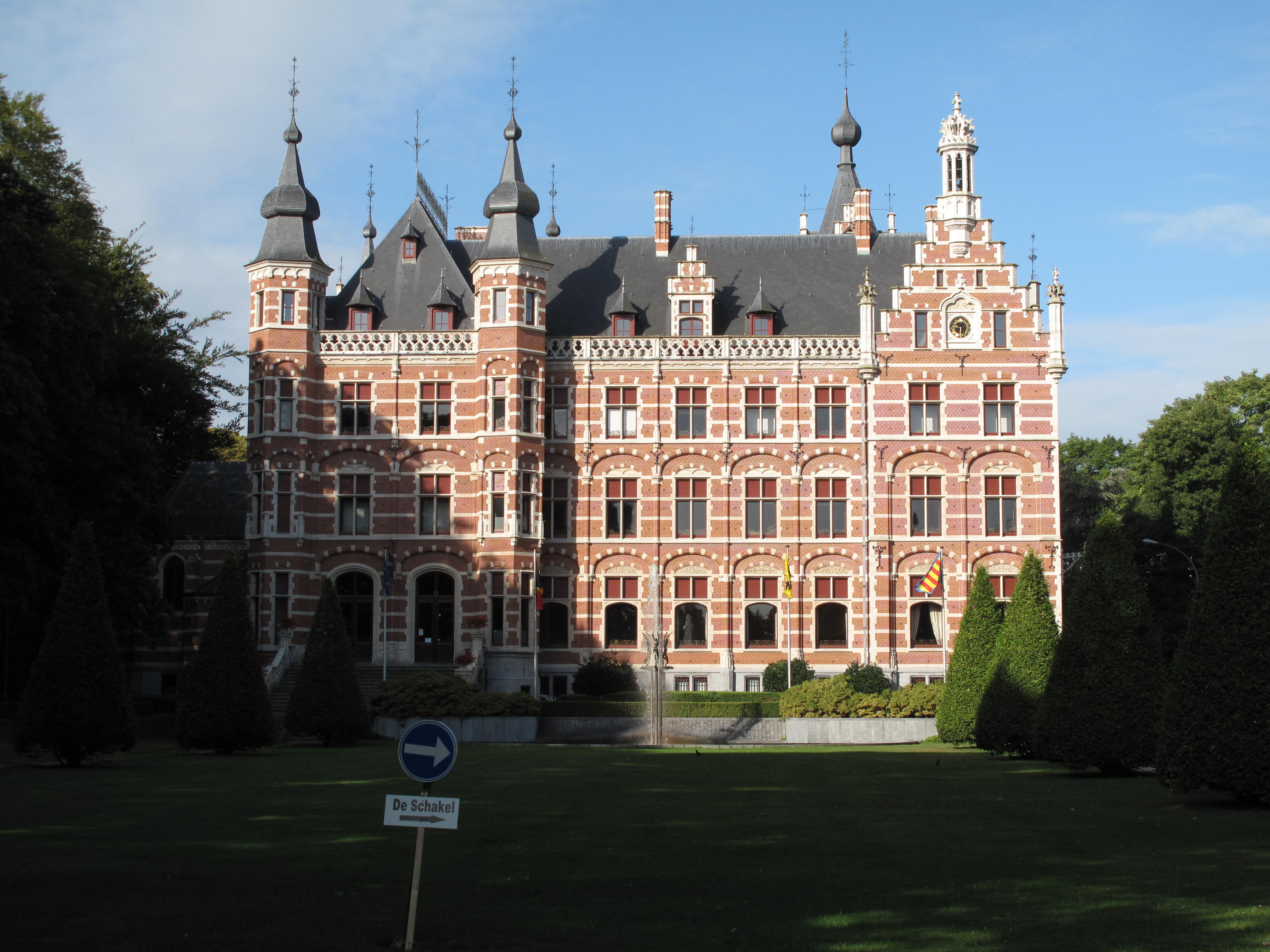
Вестерло, ратуша
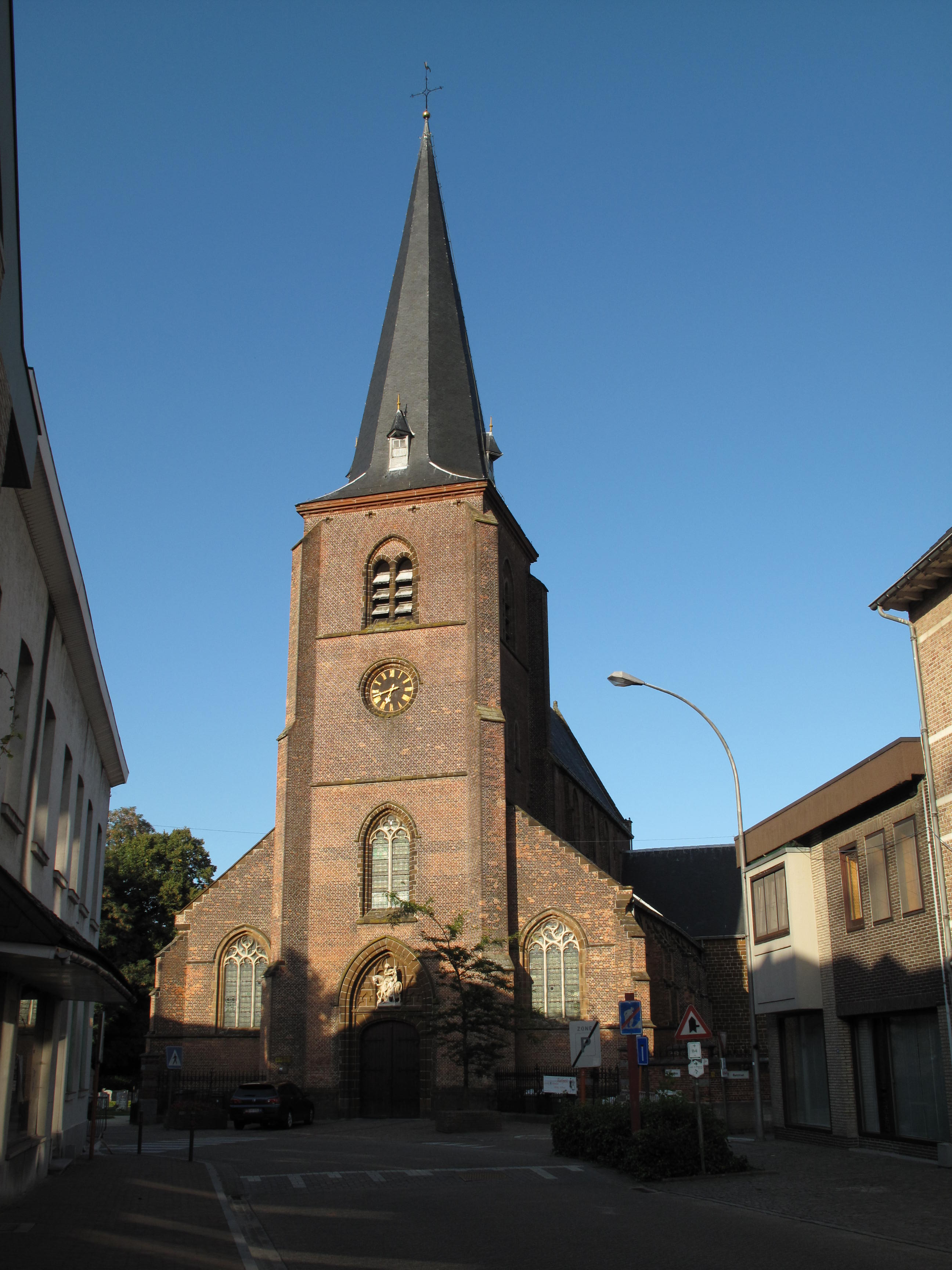
Вестерло, церква
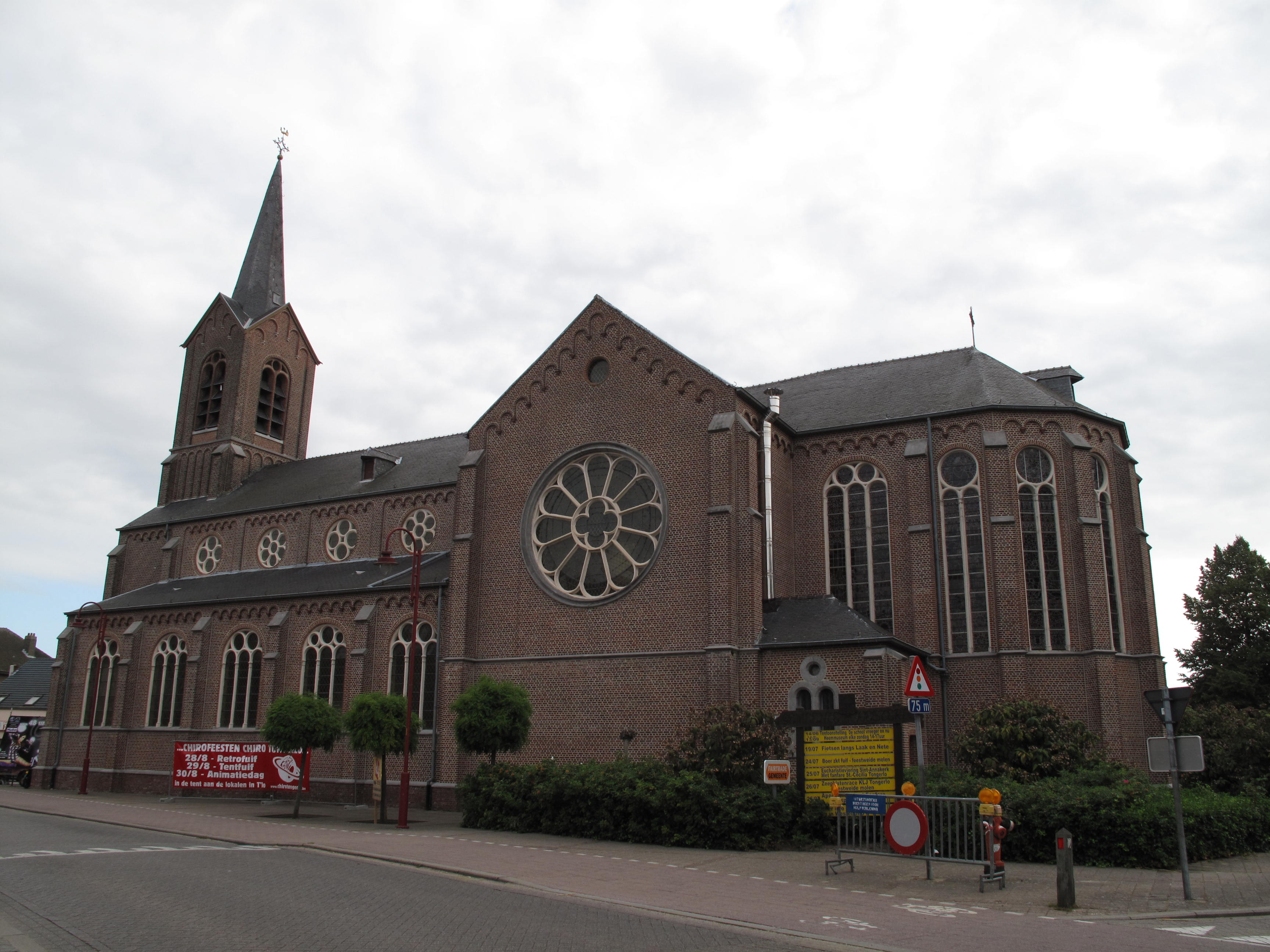
Тонгерло, церква
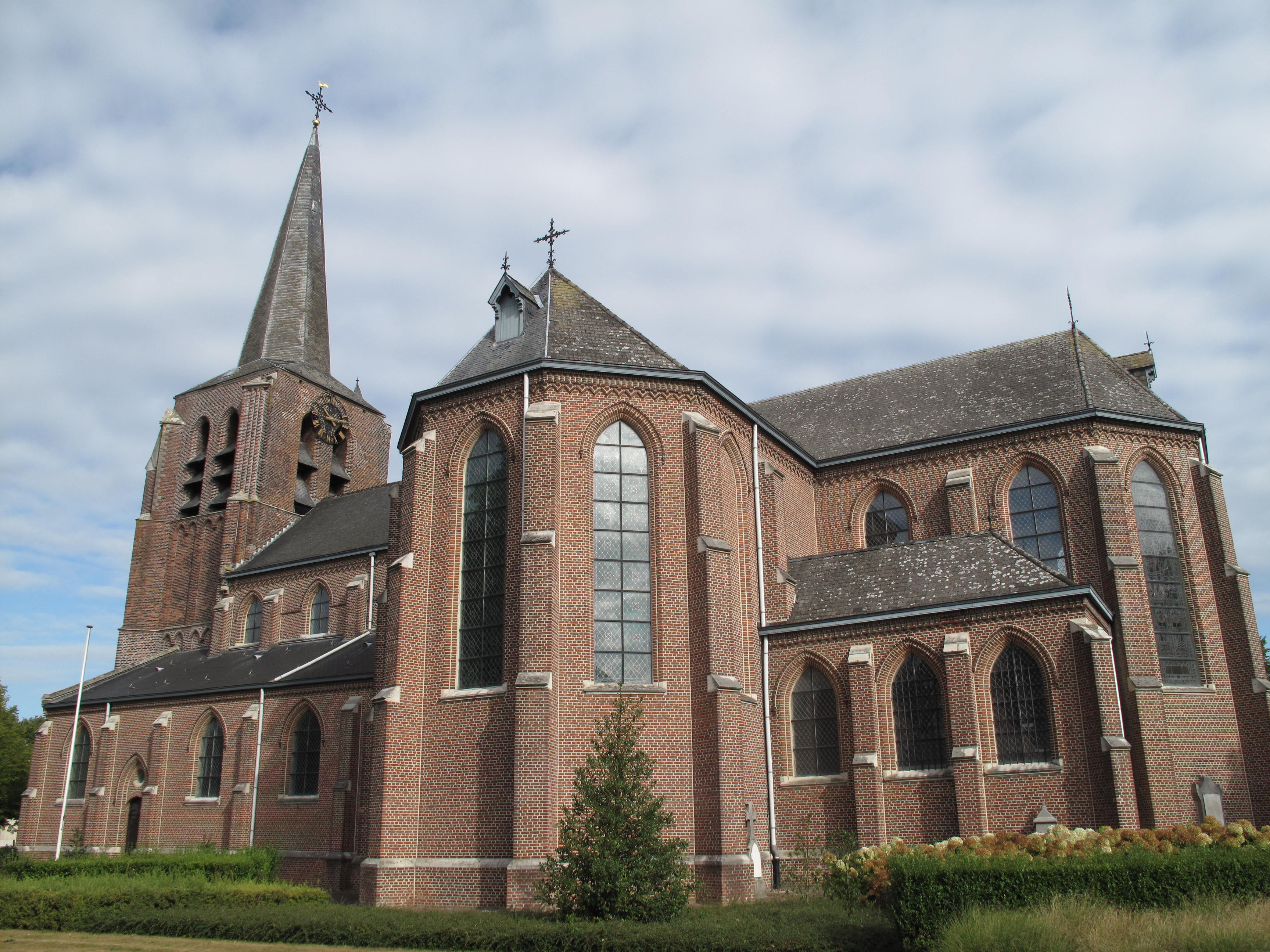
Оевель, церква
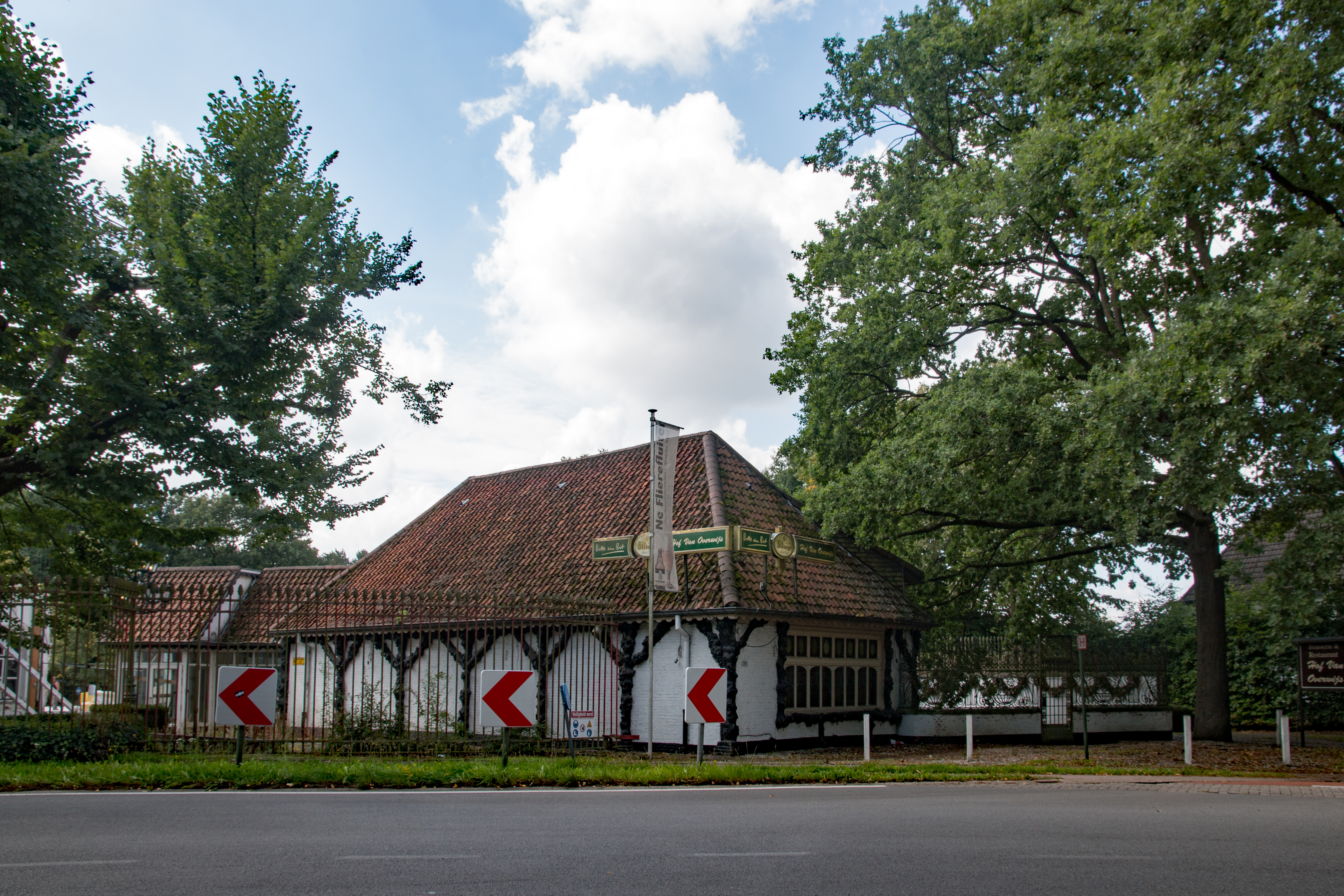
Суд освіти